# ヴォイチェフ・メンチンスキー
ヴォイチェフ・メンチンスキー（Wojciech Męciński、1598年 - 1643年3月23日）は、ポーランド出身のカトリックの神父でイエズス会士。1643年に長崎で殉教した宣教師で、ポーランド人で初めて日本に来た人物とも言われている。

## 生涯
ヴォイチェフ・メンチンスキーは、1598年にウィープルズ川下流のオスモリスで貴族の家庭に生まれた。ルブリンの学校を卒業後、イエズス会に入会するつもりであったが家族の説得を受け、1613年3月からヤギェウォ大学で勉学を続けた。1621年4月15日、ローマでイエズス会修練院に入り、この時期に日本で宣教師になることを決心する。1626年にポルトガル・エヴォラ市で神学研究を修了。1628年に司祭に叙階された。1629年、彼がイエズス会大学に寄付した財産の返還を親戚が要求していたので、急遽ポーランドに戻ることとなる。ピョートルクフ・トルィブナルスキのクラウン法廷は、その要求に対する告発をすべて却下した。
1631年にインドに向けて出発したが、悪天候のためにポーランドに戻る。1633年に再び出発しインドに到着、ゴアに上陸し、そこで病院（貧しい人々のための避難所）での慈善活動に専念した。1634年、コチンチン(現在のベトナム)に到着し、そこで1年間滞在した。1635年には病気の兵士を治療するためにマラッカに行き、 1636年にマカオから日本に行こうとしたが失敗した。彼が乗っていた船はオランダ人に乗っ取られ、フォルモサに行き先を変更される。航行中に、囚人と知事の息子の治療をしたので、フォルモサでの滞在条件を改善された。1637年に囚人をバタビア(ジャワ)に輸送している時にオランダの船から脱出し、マカオに戻った。その後、マカオのイエズス会の検査官はメンチンスキーをカンボジアに赴任させた。そこで上位の任務につき、支配者の尊敬を得た。
1642年7月、メンチンスキーはフィリピンのマニラに行き、そこで宣教師たちと合流し、中国人を装い7月に鹿児島県に上陸。8月12日に薩摩半島に到着した。13日、メンチンスキーと宣教師たちは将軍徳川家光の部下に捕縛され、1642年8月21日に長崎に移送された。沢野忠庵(クリストヴァン・フェレイラ)の通訳で尋問が開始されるが、全員が信仰を捨てることを拒否したために1642年8月末から1643年3月16日まで拷問を受ける。その後、メンチンスキーと宣教師たちは長崎・西坂の処刑場に連行されて殉教。メンチンスキーは、1643年3月23日に殉教した。

## 関連書籍
- M. Czermiński, Życie ks. Wojciecha Męcińskiego Kraków 1895
- Hagiografia polska II s. 124-137
- W. Padacz, Z polskiej gleby. Kraków 1973 s. 446-461